# 宗博
15°37′S 30°27′E / 15.617°S 30.450°E
宗博位于莫桑比克最西端卢安瓜河与赞比西河交汇处，邻近赞比亚和津巴布韦，是太特省的一座城市，人口约33,000（2005年）